# Чжао Дань
Чжа́о Дань (кит. трад. 趙丹, упр. 赵丹, пиньинь Zhào Dān, настоящее имя Чжао Фэнъао кит. упр. 赵凤翱, пиньинь Zhào Feng'ao; 27 июня 1915, Наньтун, Цзянсу, Китай — 10 октября 1980, Пекин, Китай) — китайский актёр и режиссёр театра и кино.

## Биография
В 1916 году Чжао в возрасте двух лет переехал с семьёй в Наньтун, где отец Чжао открыл кинотеатр. В 1931 году Чжао начал изучать живопись в Шанхае.
В 1932 году начал сниматься в кино, вскоре получил известность, работая в кинокомпании Минсин в 1930-е годы, сыграл вместе с Чжоу Сюань в фильме «Уличный ангел» (1937). После Японо-китайской войны начал плодотворное сотрудничество с режиссёром Чжэном Цзюньли, снявшись в таких фильмах, как антигоминьдановская комедия-драма «Вороны и воробьи» (1949).
Чжао остался на материковом Китае после победы коммунистов в 1949 году и продолжил работать в киноиндустрии в течение 1950-х — 1960-х годов. Известен участием в биографических фильмах о таких исторических фигурах, как Не Эр, Линь Цзэсюй (оба сняты режиссёром Чжэном Цзюньли) и Ли Шичжэнь.
В 1957 году стал членом коммунистической партии, избирался во Всекитайское собрание народных представителей. Во время Культурной революции репрессирован, провёл 5 лет в заключении. Умер в 1980 году в Пекине он рака поджелудочной железы.

## Фильмография

### Актёр
- 1933 — Дети времени
- 1933 — 24 часа Шанхая
- 1937 — Перекрестки / Shi zi jie tou — Zhao
- 1937 — Уличные ангелы / Malu tianshi — Xiao Chen (музыкант)
- 1938 — Горячая кровь, верное сердце
- 1947 — Дальняя любовь
- 1949 — Песнь о красавицах
- 1949 — Вороны и воробьи / Wuya yu maque
- 1950 — Жизнь У Сюня / Wu Xun zhuan — Wu Xun
- 1956 — Ли Шичжэнь / Li Shizhen — Ли Шичжэнь
- 1956 — Во имя мира / Wei le he ping — Jiang Hao (в советском прокате «Семья профессора Цзяня»)
- 1957 — Морская душа
- 1959 — Не Эр / Nie Er — Не Эр
- 1959 — Линь Цзэсюй / Lin zexu — Линь Цзэсюй (в советском прокате «Опиумные войны»)
- 1962 — Жизнь Лу Синя
- 1965 — Бессмертие в пламени

### Сценарист
- 1949 — Вороны и воробьи / Wuya yu maque

### Режиссёр
- 1953 — Ради счастья детей
- 1964 — Любовь к зелёным горам

## Сочинения
- Создание экранного образа (1979)